# ربنا (ذبیحی)
«ربنا» یکی از آثار مشهور سید جواد ذبیحی در زمینهٔ مناجات‌خوانی است که با بهره‌گیری از آیهٔ ۱۹۳ سورهٔ آل عمران قرآن به همراه دعای شانزدهم صحیفهٔ سجادیه و دکلمه‌ای از مثنوی مولوی خوانده شده‌است. این اثر تا پیش از انقلاب ۱۳۵۷ به مدت چندین سال از رادیو و تلویزیون ملی ایران به ویژه در ماه رمضان پخش می‌شد اما پس از انقلاب، از آثار ممنوعه به حساب آمده و پخش آن از رسانه‌های کشور متوقف شد. بعدها محمدرضا شجریان برای جایگزینی «ربنای ذبیحی» در رادیو، در سال ۱۳۵۸ اثری به‌وجود آورد که به «ربنای شجریان» مشهور شد و تا چندین دهه از رسانه‌های ملی ایران پخش گردید. شجریان در مورد این ربنا عنوان کرده‌است که می‌خواسته اثری نزدیک به ربنای ذبیحی اما جدید پدید آورد.

## متن
رَّبَّنَا إِنَّنَا سَمِعْنَا مُنَادِیًا یُنَادِی لِلإِیمَانِ أَنْ آمِنُواْ بِرَبِّکُمْ فَآمَنَّا رَبَّنَا فَاغْفِرْ لَنَا ذُنُوبَنَا وَکَفِّرْ عَنَّا سَیِّئَاتِنَا وَتَوَفَّنَا مَعَ الأبْرَارِ
رَبَّنا وَ آتِنا ما وَعَدْتَنا عَلی رُسُلِکْ وَ لا تُخْزِنا یَوْمَ الْقِیامَةِ إِنَّکَ لا تُخْلِفُ الْمیعاد
گر نداری تو دم خوش در دعا
رو دعا می خواه ز اخوان صفا
بهر این فرمود با موسی خدا
وقت حاجت خواستن اندر دعا
که ای کریم له ز من می جو پناه
با دهانی که نکردی تو گناه
گفت موسی من ندارم آن دهان
گفت ما را از دهان غیر خوان
با دهان غیر کی کرده‌ای گناه
از دهان غیر برخوان که ای الاه
وَ اَنا یا الهی عَبْدُکَ الَذی اَمَرْتَهُ بالدُعآءْ فَقالْ لَبَیْکَ وَ سَعْدَیْکْ‌ها اَناَ ذا یا رَبِ مَطروحُ بَیْنَ یَدَیْکْ